# Thỏ chuột Cao Lê Cống
Thỏ chuột Cao Lê Cống, tên khoa học Ochotona gaoligongensis, là một loài động vật có vú trong họ Ochotonidae, bộ Thỏ. Loài này được Wang, Gong, & Duan mô tả năm 1988.